# Eudyptes filholi
Eudyptes filholi o E. chrysocome filholi, és el nom científic d'un ocell marí de la família dels esfeníscids (Spheniscidae). És un dels coneguts com pingüins crestats i era considerat una subespècie del pingüí salta-roques. Encara que s'han demostrat diferències genètiques entre els dos grups,
molts autors continuen considerant-lo una subespècie; és el cas de l'UICN Red List (2010.4). En anglès ha rebut el nom de "Eastern Rockhopper Penguin" (Pingüí salta-roques oriental) i en francès el de "Gorfou de Filhol" (Pingüí de Filhol).

Cria a les illes sub-antàrtiques de l'Indo-Pacífic, a Príncep Eduard, Crozet, Kerguelen, Heard, Macquarie, Campbell, Auckland i Antípodes.